# Gmina Union (hrabstwo Warren, Ohio)
Gmina Union (ang. Union Township) – gmina w Stanach Zjednoczonych, w stanie Ohio, w hrabstwie Warren. W 2020 roku liczyła 6251 mieszkańców.